# Ołeksandr Wasyljew (piłkarz)
Ołeksandr Andrijowycz Wasyljew, ukr. Олександр Андрійович Васильєв (ur. 27 kwietnia 1994 w Kijowie) – ukraiński piłkarz, grający na pozycji defensywnego pomocnika.

## Kariera piłkarska

### Kariera klubowa
Wychowanek Szkoły Sportowej Dynamo Kijów, barwy której bronił w juniorskich mistrzostwach Ukrainy (DJuFL). W 2011 podpisał kontrakt z Dynamem Kijów, jednak nie rozegrał żadnego spotkanie, dlatego latem następnego sezonu przeszedł do Dnipra Dniepropetrowsk. 14 lipca 2012 roku rozpoczął karierę piłkarską w drużynie młodzieżowej Dnipra, a 23 maja 2015 debiutował w podstawowej jedenastce. Podczas przerwy zimowej sezonu 2016/17 opuścił klub Dnipro. Potem grał w zespole amatorskim Polissia Horodnycia. Latem 2017 zasilił skład Arsenału Kijów. 22 lutego 2018 podpisał kontrakt z FK Mińsk. 7 grudnia 2018 opuścił miński klub.

### Kariera reprezentacyjna
W latach 2011–2012 występował w juniorskiej reprezentacji Ukrainy U-17 i U-19. W 2015 bronił barw młodzieżówki.